# Hugo Gálvez
Hugo Gálvez Gajardo (Santiago, 18 de marzo de 1920-ibidem, 22 de marzo de 1995) fue un abogado, académico, empresario y político chileno de derecha. Se desempeñó como ministro de Estado durante el gobierno del presidente Jorge Alessandri y durante la dictadura militar del general Augusto Pinochet.

## Familia y estudios
Hijo de Víctor Gálvez Bonmaison y Teresa Gajardo Ariagada, estudió derecho en la Pontificia Universidad Católica (PUC), donde se tituló como abogado en el año 1946 con la tesis titulada De la terminación del mandato civil. También cursó estudios de filosofía en el Seminario Pontificio de la capital.
Se casó con Amelia Carvallo Andrade, con quien tuvo siete hijos: Amelia, Eduardo Víctor, Hugo Gabriel, Jorge Fernando, Ruby, Teresa Marina y Víctor Hugo.

## Trayectoria política
En sus primeros años ejerciendo su profesión trabajó de forma particular. Más tarde inició su carrera política, llegando a ser regidor de San Bernardo, en la provincia de Maipo. Fue alcalde de esta misma comuna en los periodos no consecutivos: 1950-1953 y 1956-1959.
Militante el Partido Liberal (PL), el 15 de septiembre noviembre de 1960, el presidente Jorge Alessandri lo llamó al gobierno para servir como ministro del Trabajo y Previsión Social. En 1963 fue expulsado del partido por ser partidario de impulsar la reelección de Alessandri Rodríguez en la elección presidencial de 1964.
En 1983 retornó a la cartera, esta vez por petición del general Augusto Pinochet, en el poder desde el 11 de septiembre de 1973. Entre las iniciativas materializadas bajo su administración se cuenta la que estableció los cinco años como el 'piso' para las indemnizaciones por años de servicio.

## Trayectoria profesional
Tras dejar la cartera en noviembre de 1984, se desempeñó como funcionario del Ministerio de Justicia, fiscal de la Comisión de Cambios Internacionales, fiscal de Comercio Exterior del Banco Central de Chile y fiscal del Banco del Estado de Chile.
Entre otras actividades, fue editor y propietario del periódico local El Debate y profesor de las universidades de Chile y Católica de Chile.
En 1982 fundó la Universidad Central de Chile, entidad educacional de la que llegó a ser rector en 1985 y cuyo Centro de Extensión hoy lleva su nombre. También fue presidente de la Corporación de Universidades Privadas de Chile entre los años 1992 y 1994.
Un año antes de su muerte fue nombrado «hijo ilustre» de San Bernardo, en 1994.

## Historial electoral

### Elecciones parlamentarias de 1965
- Elecciones parlamentarias de 1965, para la 4ª Agrupación Provincial, Santiago.

| Candidato                    | Pacto | Partido | Votos   | %     | Resultado |
| ---------------------------- | ----- | ------- | ------- | ----- | --------- |
| Hugo Rosende Subiabre        | PCU   | PCU     | 30 847  | 3,39  |           |
| Ismael Pereira Lyon          | PCU   | PCU     | 11 612  | 1,28  |           |
| Javier Echeverría Alessandri | PCU   | PCU     | 26 222  | 2,88  |           |
| Ángel Faivovich Hitzcovich   | PR    | PR      | 54 174  | 5,95  |           |
| Jacobo Schaulsohn Numhauser  | PR    | PR      | 37 057  | 4,07  |           |
| Volodia Teitelboim Volosky   | PCCh  | PCCh    | 120 028 | 13,19 | Senador   |
| Jorge Prat Echaurren         | AN    | AN      | 44 942  | 4,94  |           |
| Hugo Gálvez Gajardo          | AN    | AN      | 10 345  | 1,14  |           |
| Rafael Agustín Gumucio Vives | PDC   | PDC     | 116 479 | 12,79 | Senador   |
| Tomás Reyes Vicuña           | PDC   | PDC     | 126 513 | 13,90 | Senador   |
| José Musalem Saffie          | PDC   | PDC     | 234 460 | 25,76 | Senador   |
| Luis Quinteros Tricot        | PS    | PS      | 28 642  | 3,15  |           |
| Carlos Altamirano Orrego     | PS    | PS      | 65 767  | 7,56  | Senador   |